# Liste der Baudenkmäler in Küps
Auf dieser Seite sind die Baudenkmäler in dem oberfränkischen Markt Küps zusammengestellt. Diese Tabelle ist eine Teilliste der Liste der Baudenkmäler in Bayern. Grundlage ist die Bayerische Denkmalliste, die auf Basis des Bayerischen Denkmalschutzgesetzes vom 1. Oktober 1973 erstmals erstellt wurde und seither durch das Bayerische Landesamt für Denkmalpflege geführt wird. Die folgenden Angaben ersetzen nicht die rechtsverbindliche Auskunft der Denkmalschutzbehörde.

Diese Liste gibt den Fortschreibungsstand vom 24. Oktober 2024 wieder und enthält 80 Baudenkmäler, darunter ein bereits abgegangenes Objekt.

## Ensembles

### Ortskern Küps
Das Ensemble umfasst den Ortskern von Küps in seinen bedeutenden, historisch erhaltenen Teilen. Der Altort Küps wurde 1151 erstmals erwähnt. Er liegt an einem Westhang über der Rodach und entwickelte sich an einer ehemaligen Furt. Entlang der Hangkante befinden sich gleich mehrere Siedlungsschwerpunkte. In der Mitte steht die um 1600 über einem Vorgängerbau errichtete evangelisch-lutherische Pfarrkirche St. Jakob. Nördlich davon liegt das Obere Schloss, ein mächtiger Steilsatteldachbau mit Zierfachwerk aus dem frühen 17. Jahrhundert. Die mehrflügelige Anlage des Neuen Schlosses entstand zwischen dem 16. und dem 18. Jahrhundert und wurde am südlichen Ortskernrand errichtet. Westlich der Kirche, auf einer von Stützmauern gesicherten Erhebung, steht das Alte Schloss. Der Halbwalmdachbau datiert in die Mitte des 16. Jahrhunderts und wird von einer aus dem 18. Jahrhundert stammenden, einbogigen Sandsteinquaderbrücke erschlossen. Im Bereich zwischen den Schlössern gruppiert sich die bürgerliche Bebauung des Altortes mit der Pfarrkirche als Zentrum, vor der sich südlich und westlich die Straße mit herrschaftlichen Gebäuden, zumeist verschieferte Fachwerkbauten, zum Marktplatz erweitert. Südöstlich dahinter befinden sich die ehemalige Schule, die einstige Synagoge und das Pfarrhaus. An der für die Holzbewirtschaftung des Frankenwaldes wichtigen Rodach im Westen, unterhalb des alten Schlosses in der Nähe des Flussübergangs, siedelten sich Mühlen und kleinere Bürgerhäuser an. Trotz einiger Eingriffe der jüngeren Zeit hat der Ortskern von Küps sein historisches Erscheinungsbild größtenteils bewahrt und ist somit ein eindrucksvolles Beispiel eines Marktortes des Frankenwaldes. (Aktennummer E-4-76-146-1)

## Baudenkmäler nach Gemeindeteilen

### Küps
| Lage                                                                   | Objekt                                             | Beschreibung | Akten-Nr.                        | Bild                   |
| ---------------------------------------------------------------------- | -------------------------------------------------- | --- | -------------------------------- | ---------------------- |
| Am Bahnhof 3 (Standort)                                                | Ehemaliges Postamt                                 | Zweigeschossiges Mansardwalmdachhaus mit Sandsteingliederungen, neubarock, um 1905 | D-4-76-146-81 Wikidata           | weitere Bilder         |
| Am Hirtengraben 1 (Standort)                                           | Luther-Saal, ehemalige Synagoge                    | Zweigeschossiger Krüppelwalmdachbau und Sandsteinquaderbau mit Satteldach und Rundapsis, spätes 19. Jahrhundert | D-4-76-146-1 Wikidata            | weitere Bilder         |
| Am Hirtengraben 10 (Standort)                                          | Tonnengewölbter Keller mit Mikwe                   | 17./18. Jahrhundert Das historische Wohnhaus wurde im Jahr 1988 abgebrochen und durch einen Neubau ersetzt, der tonnengewölbte Keller und das rituelle Tauchbad darin blieben hierbei erhalten. Da sich das Gebäude in Privatbesitz befindet, ist der Keller mit der Mikwe im Allgemeinen für die Öffentlichkeit nicht zugänglich. Anlässlich des Tags des offenen Denkmals 2021 wurde ein 3D-Scan der Lokalität erstellt, sodass diese im Rahmen eines virtuellen Rundgangs besichtigt werden kann (siehe Weblinks).                                                                                              | D-4-76-146-2 Wikidata            | BW                     |
| Am Plan 6 (Standort)                                                   | Doppelwohnhaus                                     | Eingeschossiger Satteldachbau, 17./18. Jahrhundert | D-4-76-146-4 Wikidata            | Doppelwohnhaus         |
| Am Plan 12 (Standort)                                                  | Sogenanntes Bauernhaus                             | Zweigeschossiger Satteldachbau, Giebel Fachwerk, 18. Jahrhundert, Nordseite Teil der spätmittelalterlichen Vorhofmauer des Schlosses | D-4-76-146-5 Wikidata            | Sogenanntes Bauernhaus |
| Am Plan 14 (Standort)                                                  | Hinteres (Neues) Schloss                           | 1730 von Balthasar Neumann(?) über spätmittelalterlichem Kern ausgebauter dreigeschossiger Mansardwalmdachbau mit Ecktürmchen und nordöstlich anschließendem Torbau, verputzt Hofmauer, Sandstein, 16. Jahrhundert Östlicher Eckturm, sogenanntes Plantürmchen, oktogonaler Sandsteinquaderbau mit Figurenschmuck, frühes 17. Jahrhundert Südlicher Eckturm, Sandsteinstumpf, frühes 17. Jahrhundert Eisturm, dreigeschossiger Wehrturm mit spätmittelalterlichen Untergeschossen, Ausbau um 1820 Stumpf eines Mauerturmes, westlich des Hauptgebäudes, spätmittelalterlich Linde mit Sandsteinbalustrade, um 1820 | D-4-76-146-6 Wikidata            | weitere Bilder         |
| Kulmbacher Straße 1 (Standort)                                         | Oberes Schloss (Haus Schemenau)                    | Satteldachbau, Erdgeschoss und erstes Obergeschoss massiv, zweites Obergeschoss Zierfachwerk, Giebel verschiefert, 1612/1614 (dendrochronologisch datiert) unter Beteiligung von Thomas Eulenschmidt | D-4-76-146-9 Wikidata            | weitere Bilder         |
| Kulmbacher Straße 3 (Standort)                                         | Oberes Schloss, Nebengebäude                       | Zweigeschossiger Satteldachbau, teilweise verschiefert, bezeichnet „1721“ | D-4-76-146-9 zugehörig Wikidata  | weitere Bilder         |
| Lohmühlweg 6 (Standort)                                                | Wohnstallhaus                                      | Frackdachbau mit verschiefertem Obergeschoss, frühes 19. Jahrhundert | D-4-76-146-8 Wikidata            | Wohnstallhaus          |
| Marktplatz 2 (Standort)                                                | Wohnhaus                                           | Zweigeschossiger Walmdachbau, verputzt, bezeichnet „1684“ | D-4-76-146-10 Wikidata           | weitere Bilder         |
| Marktplatz 3 (Standort)                                                | Wohnhaus                                           | Zweigeschossiger Walmdachbau mit Sandsteingliederungen, 1823 | D-4-76-146-11 Wikidata           | Wohnhaus               |
| Marktplatz 4 (Standort)                                                | Wohnhaus                                           | Zweigeschossiger Mansardwalmdachbau mit aufgeputzter Quaderung, 18. Jahrhundert | D-4-76-146-12 Wikidata           | weitere Bilder         |
| Marktplatz 6 (Standort)                                                | Wohnhaus                                           | Dreigeschossiger Satteldachbau, ab dem zweiten Obergeschoss verschiefert, im Kern 17./18. Jahrhundert, rückwärtig Scheune, zweigeschossiger Satteldachbau, 19. Jahrhundert | D-4-76-146-13 Wikidata           | weitere Bilder         |
| Marktplatz 7 (Standort)                                                | Evangelisch-lutherische Stadtpfarrkirche St. Jakob | Gegen 1600 über älterem Kern errichteter Sandsteinquaderbau mit Satteldach, Treppenturm 1611 von Hans Fridmann, Erweiterungen und Umbauten 1805 und 1898 (eingezogener Chor); mit Ausstattung | D-4-76-146-14 Wikidata           | weitere Bilder         |
| Marktplatz 8 (Standort)                                                | Zwei Wohnhäuser                                    | Giebelständige Satteldachbauten, ab dem zweiten Obergeschoss verschiefert, 1768, Veränderungen | D-4-76-146-15 Wikidata           | weitere Bilder         |
| Mühlweg 2 (Standort)                                                   | Mittleres (Altes) Schloss                          | Zweigeschossiger Halbwalmdachbau, verputzt, Giebel verschiefert, 1553 über älterem Kern | D-4-76-146-16 Wikidata           | weitere Bilder         |
| Mühlweg 2 (Standort)                                                   | Stützmauer                                         | 18. Jahrhundert | D-4-76-146-16 zugehörig Wikidata | weitere Bilder         |
| Mühlweg 2 (Standort)                                                   | Einbogige Sandsteinbrücke                          | 1747 | D-4-76-146-16 zugehörig Wikidata | weitere Bilder         |
| Mühlweg 5 (Standort)                                                   | Wohnhaus                                           | Zweigeschossiger Frackdachbau mit Sandsteingliederungen, wohl 18. Jahrhundert | D-4-76-146-17 Wikidata           | Wohnhaus               |
| Pfarrweg 6 (Standort)                                                  | Evangelisches Pfarrhaus                            | Zweigeschossiger Sandsteinquaderbau mit Satteldach und Zinnengiebeln, gotisierend, 1852 | D-4-76-146-18 Wikidata           | weitere Bilder         |
| Radweg 16 (Standort)                                                   | Wohnhaus                                           | Zweigeschossiger, dreifach abgewinkelter Satteldachbau, teilweise verschiefert, 17./18. Jahrhundert | D-4-76-146-19 Wikidata           | Wohnhaus               |
| Röthenstraße 15 (Standort)                                             | Ehemaliges Wirtschaftsgut                          | Zweigeschossiger Walmdachbau mit übergiebeltem Risalit, Freitreppe, um 1895 | D-4-76-146-82 Wikidata           | weitere Bilder         |
| Röthenstraße 15 (Standort)                                             | Ehemaliges Wirtschaftsgut, Nebengebäude            | | D-4-76-146-82 zugehörig Wikidata | weitere Bilder         |
| Schulberg 9 (Standort)                                                 | Alte Schule                                        | Zweigeschossiger Mansardwalmdachbau mit Eckquadern aus Sandstein, 1797 | D-4-76-146-20 Wikidata           | weitere Bilder         |
| Zettlitzweg 10 (Standort)                                              | Friedhof                                           | Rechteckanlage mit steinernen Umfassungsmauern | D-4-76-146-83 Wikidata           | weitere Bilder         |
| Zettlitzweg 10 (Standort)                                              | Friedhof, Aussegnungshalle                         | Mit Pfeilervorhalle und Zeltdach, klassizistisch, um 1840 | D-4-76-146-83 zugehörig Wikidata | weitere Bilder         |
| Rodach, nördlich des Ortes in der Nähe der Bundesstraße 173 (Standort) | Walzenwehr                                         | Zur Hochwasserfreilegung an der Rodach, mit Floßgasse, Beton, 1908/1910 | D-4-76-146-84 Wikidata           | BW                     |

### Au
| Lage                        | Objekt                   | Beschreibung | Akten-Nr.              | Bild                     |
| --------------------------- | ------------------------ | --- | ---------------------- | ------------------------ |
| Traber Straße 9 (Standort)  | Ehemaliges Schulhaus     | Ein- und zweigeschossiger Walmdachbau mit Sandsteingliederungen und Treppenturm, 1926                                                                                          | D-4-76-146-22 Wikidata | Ehemaliges Schulhaus     |
| Traber Straße 30 (Standort) | Ehemaliges Wohnstallhaus | Zweigeschossiger, giebelständiger Satteldachbau mit Querflügel, Obergeschoss und Giebel verschiefert, frühes 19. Jahrhundert, Erdgeschoss durch modernen Ladeneinbau verändert | D-4-76-146-23 Wikidata | Ehemaliges Wohnstallhaus |
| Traber Straße 32 (Standort) | Wohnstallbau             | Zweigeschossiger, giebelständiger Satteldachbau, Obergeschoss und Giebel verschiefert, wohl 1803                                                                               | D-4-76-146-24 Wikidata | Wohnstallbau             |
| Traber Straße 40 (Standort) | Wohnstallbau             | Zweigeschossiger Satteldachbau, Obergeschoss und Giebel verschiefert, frühes 19. Jahrhundert                                                                                   | D-4-76-146-25 Wikidata | Wohnstallbau             |

### Burkersdorf
| Lage                                 | Objekt                                        | Beschreibung | Akten-Nr.              | Bild                                      |
| ------------------------------------ | --------------------------------------------- | --- | ---------------------- | ----------------------------------------- |
| Burgkunstadter Straße 3 (Standort)   | Evangelisches Pfarrhaus                       | Satteldachbau, Erdgeschoss Sandsteinquader, Obergeschoss und Giebel Fachwerk verschiefert, 1651                                                     | D-4-76-146-27 Wikidata | weitere Bilder                            |
| Burgkunstadter Straße 11a (Standort) | Evangelisch-lutherische Pfarrkirche St. Maria | Chorturmkirche, Sandsteinquaderbau mit Satteldach, im Kern spätmittelalterlich, Langhaus 1706, spitzbehelmter Turm 19. Jahrhundert; mit Ausstattung | D-4-76-146-26 Wikidata | weitere Bilder                            |
| Ruhstein 2 (Standort)                | Gasthaus zum Förster                          | Zweigeschossiger Walmdachbau mit verschiefertem Obergeschoss, 1728                                                                                  | D-4-76-146-28 Wikidata | Gasthaus zum Förster                      |
| Ruhstein 7 (Standort)                | Wohnstallhaus                                 | Erdgeschossiger Satteldachbau, Kern 18. Jahrhundert, Giebelverschieferung 1888                                                                      | D-4-76-146-29 Wikidata | Wohnstallhaus                             |
| Ruhstein 9 (Standort)                | Wohnhaus                                      | Eingeschossiger Frackdachbau mit verschiefertem Giebel, 1844                                                                                        | D-4-76-146-30 Wikidata | Wohnhaus                                  |
| Ruhstein 23 (Standort)               | Wohnteil eines ehemaligen Wohnstallhauses     | Erdgeschossiger, giebelständiger Fachwerkbau mit Satteldach, Giebel verschiefert, 1795                                                              | D-4-76-146-32 Wikidata | Wohnteil eines ehemaligen Wohnstallhauses |
| Ruhstein 31 (Standort)               | Wohnhaus                                      | Zweigeschossiger Walmdachbau mit verschiefertem Obergeschoss, 1853                                                                                  | D-4-76-146-33 Wikidata | Wohnhaus                                  |

### Hain
| Lage                                    | Objekt                                                          | Beschreibung | Akten-Nr.              | Bild                |
| --------------------------------------- | --------------------------------------------------------------- | --- | ---------------------- | ------------------- |
| Kirchenrat-Schörrig-Straße 2 (Standort) | Wohnhaus                                                        | Erdgeschossiger Halbwalmdachbau mit versetzter Eckquaderung, 1849                                                                     | D-4-76-146-38 Wikidata | Wohnhaus            |
| Kirchenrat-Schörrig-Straße 8 (Standort) | Evangelisch-lutherische Pfarrkirche zur Heiligen Dreifaltigkeit | Saalbau mit Satteldach, eingezogener Chor, nachgotisch, 1668, Umbauten des 18. Jahrhunderts; mit Ausstattung                          | D-4-76-146-35 Wikidata | weitere Bilder      |
| Wildenberger Straße 1 (Standort)        | Ehemaliges Gasthaus                                             | Zweigeschossiger Walmdachbau, Fachwerk verputzt, 18. Jahrhundert, starke Veränderungen                                                | D-4-76-146-39 Wikidata | Ehemaliges Gasthaus |
| Wildenberger Straße 2 (Standort)        | Türrahmung                                                      | Sandstein, bezeichnet „1847“ | D-4-76-146-43 Wikidata | BW                  |
| Wildenberger Straße 5 (Standort)        | Wohnhaus                                                        | Zweigeschossiger Sandsteinquaderbau mit Satteldach, wohl noch 18. Jahrhundert                                                         | D-4-76-146-37 Wikidata | BW                  |
| Wildenberger Straße 11 (Standort)       | Wohnstallhaus                                                   | Erdgeschossiger, giebelständiger Satteldachbau, Fachwerk, Giebel verschiefert, 18./19. Jahrhundert                                    | D-4-76-146-40 Wikidata | Wohnstallhaus       |
| Wildenberger Straße 13 (Standort)       | Wohnstallhaus                                                   | Erdgeschossiger, giebelständiger Satteldachbau, verschieferter Fachwerkgiebel, Zwerchhaus, 18. Jahrhundert                            | D-4-76-146-41 Wikidata | Wohnstallhaus       |
| Zum Schloss 2 (Standort)                | Schloss                                                         | Zweigeschossiger Mansardwalmdachbau mit Sandsteingliederungen, verputzt, 1774 über älterem Kern Sandsteinquaderbrücke über Wehrgraben | D-4-76-146-36 Wikidata | weitere Bilder      |

### Hummenberg
| Lage                                                          | Objekt                        | Beschreibung                                                          | Akten-Nr.              | Bild           |
| ------------------------------------------------------------- | ----------------------------- | --------------------------------------------------------------------- | ---------------------- | -------------- |
| Hummenberg 7 (Standort)                                       | Wohnstallhaus                 | Erdgeschossiger Halbwalmdachbau mit Fachwerkgiebel, bezeichnet „1842“ | D-4-76-146-85 Wikidata | Wohnstallhaus  |
| Teufelsgraben, zwischen Hummenberg und Burkersdorf (Standort) | Brücke über den Teufelsgraben | Sandstein, bezeichnet „1799“                                          | D-4-76-146-21 Wikidata | weitere Bilder |

### Johannisthal
| Lage                                  | Objekt      | Beschreibung | Akten-Nr.              | Bild           |
| ------------------------------------- | ----------- | --- | ---------------------- | -------------- |
| Gegenüber Kanzleistraße 12 (Standort) | Dorfbrunnen | Sandsteinpfeiler mit Krüppelwalmdach, seitlich Bänke, 1907 | D-4-76-146-45 Wikidata | Dorfbrunnen    |
| Gegenüber Kanzleistraße 14 (Standort) | Wegkreuz    | Sandstein, gefasst, um 1770/1780, vielleicht von Andreas Franz Dieses aus Sandstein gefertigte barocke Wegkreuz entstand in der zweiten Hälfte des 18. Jahrhunderts und stammt wahrscheinlich aus der Werkstatt des Andreas Franz. Der seitlich geschwungene Sockel ist durch Kehlungen dreigeteilt. An der Stirnseite befindet sich das Doppelwappen eines Freiherrn von Redwitz und seiner Frau. Die beiden Seitenteile tragen ornamentierte Wasserschalen, die den knollenförmig verstärkten Kreuzfuß flankieren. An dessen Vorderseite befindet sich eine akanthusgerahmte Kartusche mit einer verwitterten Inschrift. Die Enden des aus einem Stück gefertigten, gefassten Kreuzstamms sind mit Rocaillen, Akanthus und angedeutetem Rollwerk verziert. Der 140 cm hohe Korpus ist sehr detailliert gearbeitet. Die Inschrifttafel mit den Buchstaben „INRI“ ist in Fahnenform gestaltet. Geschützt wird das Flurdenkmal von einem verzierten geschwungenen Blechdach, das sich von Querbalken zu Querbalken spannt.:33–34 | D-4-76-146-46 Wikidata | weitere Bilder |

### Nagel
| Lage                           | Objekt                                        | Beschreibung | Akten-Nr.                        | Bild           |
| ------------------------------ | --------------------------------------------- | --- | -------------------------------- | -------------- |
| Kümmelbergstraße 19 (Standort) | Schloss, sogenannte Alte oder Untere Kemenate | Zweigeschossiger, zur Hälfte abgewalmter Mansarddachbau, verputzt, Dachreiter, im Kern spätmittelalterlich, Umbau von 1857 Schlosspark mit Eichenhain, Mitte 19. Jahrhundert Theresien-Brunnen, Quellfassung, Sandsteinquader, bezeichnet „1858“ Ovales Wasserbecken mit Quellfassung, Sandsteinquader, bezeichnet „1858“ | D-4-76-146-47 Wikidata           | weitere Bilder |
| Kümmelbergstraße 25 (Standort) | Wohnhaus                                      | Erdgeschossiger Satteldachbau mit Fachwerkgiebel, 18. Jahrhundert, modern verkleidet | D-4-76-146-48 Wikidata           | BW             |
| Kümmelbergstraße 27 (Standort) | Wohnhaus                                      | Erdgeschossiger Halbwalmdachbau mit Fachwerk, um 1800 | D-4-76-146-49 Wikidata           | BW             |
| Kümmelbergstraße 33 (Standort) | Gutshof                                       | Wohnhaus, erdgeschossiger Sandsteinquaderbau, Halbwalmdach mit Fledermausgauben, Mitte 19. Jahrhundert | D-4-76-146-86 Wikidata           | BW             |
| Kümmelbergstraße 33 (Standort) | Gutshof, Stadel                               | Sandsteinquaderbau mit Halbwalmdach, 1842 ff. | D-4-76-146-86 zugehörig Wikidata | BW             |

### Oberlangenstadt
| Lage                             | Objekt                                                          | Beschreibung | Akten-Nr.              | Bild                                                            |
| -------------------------------- | --------------------------------------------------------------- | --- | ---------------------- | --------------------------------------------------------------- |
| Alte Poststraße 5 (Standort)     | Schloss                                                         | Dreigeschossiger Sandsteinquaderbau mit vier Ecktürmen und (später angefügtem) Nordturm im Tudorstil, 1862–1864 von Ludwig Volz; mit Ausstattung                                           | D-4-76-146-51 Wikidata | weitere Bilder                                                  |
| Bei Alte Poststraße 8 (Standort) | Brunnen                                                         | Sandstein, oktogonales Becken, Brunnenstock mit Obelisk und Kugelaufsatz, spätes 18. Jahrhundert                                                                                           | D-4-76-146-56 Wikidata | Brunnen                                                         |
| Alte Poststraße 18 (Standort)    | Gemeindekanzlei, ehemaliges ländliches Musterschulhaus          | Zweigeschossiger Walmdachbau mit Sandsteingliederungen, Zwerchgiebel und Dachreiter, barockisierend, 1904–1907 von Architekt Will                                                          | D-4-76-146-53 Wikidata | Gemeindekanzlei, ehemaliges ländliches Musterschulhaus          |
| Alte Poststraße 21/23 (Standort) | Doppelwohnhaus                                                  | Zweigeschossiger Walmdachbau mit Kniestock, profilierte Tür- und Fensterrahmungen aus Sandstein, verputzt, 18./19. Jahrhundert Geburtshaus des Komponisten und Pianisten Adolph Kurt Böhm. | D-4-76-146-54 Wikidata | Doppelwohnhaus                                                  |
| Alte Poststraße 28 (Standort)    | Wohnhaus                                                        | Zweigeschossiger Mansardhalbwalmdachbau, gefugte Eckquaderung, verputzt, 18./19. Jahrhundert                                                                                               | D-4-76-146-55 Wikidata | Wohnhaus                                                        |
| Nageler Straße 1 (Standort)      | Wohnhaus, sogenanntes Altes Schloss, ehemalige Schlossgärtnerei | Eingeschossiger Putzbau mit Ecklisenen und hälftig abgewalmtem Mansarddach, Schieferdeckung, 1806                                                                                          | D-4-76-146-57 Wikidata | Wohnhaus, sogenanntes Altes Schloss, ehemalige Schlossgärtnerei |
| Nageler Straße 10 (Standort)     | Wohnhaus                                                        | Zweigeschossiger, traufständiger Walmdachbau, verputzt, 18. Jahrhundert | D-4-76-146-58 Wikidata | Wohnhaus                                                        |
| Nageler Straße 38 (Standort)     | Wohnhaus                                                        | Erdgeschossiger, traufständiger Halbwalmdachbau, 1841 | D-4-76-146-60 Wikidata | Wohnhaus                                                        |

### Schmölz
| Lage | Objekt                                             | Beschreibung | Akten-Nr.              | Bild                        |
| --- | -------------------------------------------------- | --- | ---------------------- | --------------------------- |
| Coburger Straße 2 (Standort) | Evangelisch-lutherische Pfarrkirche St. Laurentius | Sandsteinquaderbau, einschiffiger Saal mit Satteldach und dreiseitigem Schluss, viergeschossiger Turm mit Spitzhelm und Scharwachttürmchen, Sakristeianbau, 16./17. Jahrhundert über älterem Kern; mit Ausstattung | D-4-76-146-61 Wikidata | weitere Bilder              |
| Coburger Straße 2 (Standort) | Kriegergedächtniskapelle                           | Um 1500 als Beinhaus errichteter Sandsteinquaderbau mit Pultdach | D-4-76-146-62 Wikidata | weitere Bilder              |
| Johann-Georg-Herzog-Straße 3 (Standort) | Schloss Schmölz                                    | Zweigeschossige, zweiflügelige Anlage mit zwei Ecktürmen, Sandsteinquader, Westflügel 1502, Südflügel 1855–1857 nach Plänen von Jakob Schmitt-Friderich Westliche Schlossmauer, Ende 16. Jahrhundert               | D-4-76-146-63 Wikidata | weitere Bilder              |
| Schulstraße 17 (Standort) | Evangelisches Pfarrhaus                            | Zweigeschossiger Sandsteinquaderbau mit Walmdach, 1831 | D-4-76-146-64 Wikidata | Evangelisches Pfarrhaus     |
| Schützenstraße 5 (Standort) | Einhaus                                            | Erdgeschossiger Fachwerkbau mit Frackdach, bezeichnet „1835“ | D-4-76-146-87 Wikidata | Einhaus                     |
| Alte Grube, Garnrocken, 2 km nördlich des Ortes am Zusammenschluss der Gemeindegrenzen Schmölz-Theisenort-Burgstall, daran gegen Westen anschließende Reihe (Standort) | 17 Grenzsteine                                     | Sandstein, 1749 | D-4-76-146-65 Wikidata | BW                          |
| Leutendorfer Forst, am Schluss genannter Reihe (D-4-76-146-65) (Standort)                                                                                              | Sogenannter Dreiherrenstein                        | Sandstein, 1749 | D-4-76-146-66 Wikidata | Sogenannter Dreiherrenstein |
| Halläcker, Vierlitzen, Landkreisgrenze (Standort) | Grenzstein                                         | Sandstein, 1747 | D-4-76-146-67 Wikidata | BW                          |
| Berg; nördlich des Ortes beim Breite Äcker () | Sechs Grenzsteine                                  | 18. Jahrhundert | D-4-76-171-8 Wikidata  | Sechs Grenzsteine           |

### Theisenort
| Lage | Objekt                                                         | Beschreibung | Akten-Nr.                        | Bild                                    |
| --- | -------------------------------------------------------------- | --- | -------------------------------- | --------------------------------------- |
| Am Schloßberg 1 (Standort)                                                                                              | Schloss Theisenort, Hoftoranlage                               | Sandstein, bezeichnet „1589“ | D-4-76-146-80 Wikidata           | Schloss Theisenort, Hoftoranlage        |
| Am Schloßberg 3 (Standort)                                                                                              | Schloss Theisenort, ehemaliges Brauhaus                        | Zweigeschossiger, gestufter Bau mit Satteldach und Walmdach, bezeichnet „1590“                                                                                                 | D-4-76-146-69 Wikidata           | Schloss Theisenort, ehemaliges Brauhaus |
| Am Schloßberg 4 (Standort)                                                                                              | Schloss Theisenort, Simultankirche zur Heiligen Dreifaltigkeit | Saalbau mit Fünfachtelschluss und Satteldach, 1698/1699, Dachreiter mit welscher Haube, Mitte 19. Jahrhundert, Sakristeianbau Stützmauer des Kirchplatzes aus Sandsteinquadern | D-4-76-146-70 Wikidata           | weitere Bilder                          |
| Am Schloßberg 6 (Standort)                                                                                              | Schloss Theisenort, Schlossgasthof                             | Sandsteinquaderbau mit profilierten Tür- und Fensterrahmen, Satteldach, um 1860, über älterem Kern                                                                             | D-4-76-146-88 Wikidata           | Schloss Theisenort, Schlossgasthof      |
| Am Schloßberg 7 (Standort)                                                                                              | Schloss Theisenort                                             | Dreigeschossiger Kernbau mit Walmdach, Ostteil 14. Jahrhundert, Westteil wohl 15. Jahrhundert, im 16. Jahrhundert ausgebaut                                                    | D-4-76-146-71 Wikidata           | weitere Bilder                          |
| Am Schloßberg 7 (Standort)                                                                                              | Schloss Theisenort, Äußerer Torbau – Alte Wache                | Dreigeschossiger Aufbau mit rundem Eckturm, 1586 | D-4-76-146-71 zugehörig Wikidata | weitere Bilder                          |
| Am Schloßberg 8 (Standort)                                                                                              | Schloss Theisenort, Wohnhaus                                   | Zweigeschossiger Walmdachbau mit verputztem Fachwerkobergeschoss, 1835 | D-4-76-146-72 Wikidata           | Schloss Theisenort, Wohnhaus            |
| Am Schloßberg, am Nordostabhang des Burgberges (Standort)                                                               | Schloss Theisenort, Felsenkeller                               | 1775 | D-4-76-146-73 Wikidata           | BW                                      |
| Obere Dorfstraße 1 (Standort)                                                                                           | Gasthaus                                                       | Zweigeschossiger Satteldachbau auf hohem Sandsteinsockel, Fachwerk auf der südlichen Giebelseite verschiefert, wohl noch 17. Jahrhundert                                       | D-4-76-146-74 Wikidata           | weitere Bilder                          |
| Obere Schulstraße 1 (Standort)                                                                                          | Oberes Schulhaus, ehemalige Kemenate                           | Untergeschoss Bruchsteinmauerwerk, 15. Jahrhundert, darüber Schulgebäude, zweigeschossiger Satteldachbau mit Ziegeln und Sandsteingliederungen, um 1900                        | D-4-76-146-75 Wikidata           | Oberes Schulhaus, ehemalige Kemenate    |
| Garnrocken, Holzabführweg durch das Schwarzholz; etwa 2 km nordnordwestlich des Ortes (Standort)                        | Sieben Grenzsteine                                             | Sandstein, 1749 | D-4-76-146-76 Wikidata           | Sieben Grenzsteine                      |
| Seigerod, entlang der gegen Westen verlaufenden Gemeindegrenze, bis zum Anschluss der Gemeindegrenze Schmölz (Standort) | Grenzstein                                                     | Sandstein, 18. Jahrhundert | D-4-76-146-77 Wikidata           | Grenzstein                              |

### Tüschnitz
| Lage | Objekt                                                                         | Beschreibung                                                                                           | Akten-Nr.                        | Bild           |
| --- | ------------------------------------------------------------------------------ | --- | -------------------------------- | -------------- |
| Schloßring 15 (Standort)                                                                                               | Gemeindehaus, ehemaliges sogenanntes Pächters- oder Ökonomiehaus des Schlosses | Zweigeschossiger Halbwalmdachbau, Obergeschoss und Giebel verschiefert, 1822, Kern spätmittelalterlich | D-4-76-146-78 Wikidata           | weitere Bilder |
| Bäch, Rosenau, etwa 1 km nördlich des Ortes an der ehemaligen Grenze der Herrschaften Tüschnitz und Schmölz (Standort) | Grenzstein                                                                     | Drei Grenzsteine, Sandstein, bezeichnet „1778“ und „1779“                                              | D-4-76-146-79 Wikidata           | Grenzstein     |
| Bäch, Rosenau, etwa 1 km nördlich des Ortes an der ehemaligen Grenze der Herrschaften Tüschnitz und Schmölz (Standort) | Grenzstein                                                                     | Drei Grenzsteine, Sandstein, bezeichnet „1778“ und „1779“                                              | D-4-76-146-79 zugehörig Wikidata | Grenzstein     |
| Bäch, Rosenau, etwa 1 km nördlich des Ortes an der ehemaligen Grenze der Herrschaften Tüschnitz und Schmölz (Standort) | Grenzstein                                                                     | Drei Grenzsteine, Sandstein, bezeichnet „1778“ und „1779“                                              | D-4-76-146-79 zugehörig Wikidata | Grenzstein     |

## Ehemalige Baudenkmäler
In diesem Abschnitt sind Objekte aufgeführt, die früher einmal in der Denkmalliste eingetragen waren, jetzt aber nicht mehr. Objekte, die in anderem Zusammenhang – also z. B. als Teil eines Baudenkmals – weiter eingetragen sind, sollen hier nicht aufgeführt werden. Aktennummern in diesem Abschnitt sind ehemalige, jetzt nicht mehr gültige Aktennummern.
| Lage                                                               | Objekt                  | Beschreibung                                                                                     | Akten-Nr.              | Bild |
| ------------------------------------------------------------------ | ----------------------- | ------------------------------------------------------------------------------------------------ | ---------------------- | ---- |
| Küps Am Hirtengraben 16 (Standort)                                 | Bauinschrift            | Mit Datierung 1615                                                                               | D-4-76-146-3 Wikidata  | BW   |
| Burkersdorf Am Bach 2 (Standort)                                   | Vortreppe               | Mit Aufbau, 17. Jahrhundert                                                                      |                        | BW   |
| Burkersdorf Ruhstein 17 (Standort)                                 | Kleinhaus               | Eingeschossig, mit Satteldach, hinter Giebelverschieferung wohl Fachwerk, frühes 19. Jahrhundert |                        | BW   |
| Johannisthal Kanzleistraße 23, im Garten (Standort)                | Bildstockfragmente      | 18. Jahrhundert                                                                                  | D-4-76-146-44 Wikidata | BW   |
| Oberlangenstadt Alte Poststraße 2 (Standort)                       | Fenster- und Türgewände | Im Erdgeschoss, Sandstein, 18. Jahrhundert                                                       | D-4-76-146-50 Wikidata | BW   |
| Oberlangenstadt Alte Poststraße 24 (Standort)                      | Walmdachbau             | Frühes 19. Jahrhundert Nebengebäude                                                              |                        | BW   |
| Oberlangenstadt Nageler Straße 2/4 (Standort)                      | Walmdach-Doppelhaus     | Mit Fachwerkobergeschoss, 18./19. Jahrhundert                                                    |                        | BW   |
| Schmölz 1 km nordwestlich des Ortes, zugehörig zur obigen Reihe () | Grenzstein              | Sandstein, 1747                                                                                  | D-4-76-146-68 Wikidata |      |

## Abgegangene Baudenkmäler
In diesem Abschnitt sind Objekte aufgeführt, die früher einmal in der Denkmalliste eingetragen waren, jetzt aber nicht mehr existieren, z. B. weil sie abgebrochen wurden. Aktennummern in diesem Abschnitt sind ehemalige, jetzt nicht mehr gültige Aktennummern.
| Lage                                         | Objekt             | Beschreibung | Akten-Nr.              | Bild |
| -------------------------------------------- | ------------------ | --- | ---------------------- | ---- |
| Küps Lohmühlweg 2 (Standort)                 | Bauernhaus         | Verschieferter Frackdachbau, frühes 19. Jahrhundert | D-4-76-146-7 Wikidata  | BW   |
| Emmersheim Emmersheim 1 (Standort)           | Ehemaliger Gutshof | Satteldachbau mit Fachwerkobergeschoss, noch 17. Jahrhundert | D-4-76-146-34 Wikidata | BW   |
| Hain Wildenberger Straße 8 (Standort)        | Wohnstallhaus      | Erdgeschossiger Fachwerkbau mit Satteldach und Zwerchhaus, wohl 18. Jahrhundert Das Gebäude wurde abgebrochen und durch einen Neubau ersetzt, ist jedoch in der Denkmalliste mit Stand vom 24. Oktober 2024 noch aufgeführt. | D-4-76-146-42 Wikidata | BW   |
| Oberlangenstadt Alte Poststraße 10 ()        | Walmdachbau        | 18. Jahrhundert |                        |      |
| Oberlangenstadt Nageler Straße 12 (Standort) | Wohnhaus           | Erdgeschossig, verputzt, Mansarddach auf einer Seite zur Hälfte abgewalmt, frühes 19. Jahrhundert, im Erdgeschoss verändert                                                                                                  | D-4-76-146-59 Wikidata | BW   |